# Pargana
Una pargana (en bengalí: পরগনা, parganā; en hindi: परगना; urdu: परगनह) o parganá, también pergunnah durante el período del sultanato de Delhi, los tiempos de la era mogol y el Raj británico, es una antigua unidad administrativa del subcontinente indio, utilizada principalmente, pero no exclusivamente, por los reinos musulmanes.
Las parganas fueron introducidas por el sultanato de Delhi. Como unidad de ingresos, una pargana constaba de varias mouzas, que eran las unidades de ingresos más pequeñas, controlando una o más aldeas y el campo circundante.
Bajo el reinado de Sher Shah Suri, la administración de parganas se fortaleció con la incorporación de otros funcionarios, incluyendo a un shiqdar (jefe de policía), un amin o munsif (árbitrador que evaluaba y recaudaba los ingresos) y un karkun (encargado de los registros).

## Era mogol
En el siglo XVI, el emperador mogol Akbar organizó el imperio en subás (aproximadamente equivalente a un estado regional o una provincia), que se subdividieron a su vez en sarkares (aproximadamente el equivalente a distritos), y estos a su vez se organizaron en parganas (aproximadamente el equivalente a subdivisiones de distrito como el caso del tehsil). En el sistema mogol, las parganas servían como unidades administrativas locales de un sarkar. Las parganas individuales observaban criterios uniformes con respecto a los derechos y responsabilidades sobre la tierra, que se conocían como pargana dastur (donde dastur significa "ley"), y cada pargana tenía sus propias criterios con respecto al alquiler, impuestos, salarios, pesos y medidas, conocidas como pargana nirikh (donde nirikh significa "tarifa").
Cada pargana constaba de varios tarafs, que a su vez estaban formados por varias aldeas además de algunas tierras montañosas y forestales deshabitadas.

## Raj británico
A medida que los británicos se expandieron por las antiguas provincias mogoles, comenzando con Bengala, al principio retuvieron la administración de la pargana, pero bajo el gobierno de Charles Cornwallis, promulgaron el Permanent Settlement de 1793, que abolió el sistema de parganas en favor del sistema de los zamindares, donde estos se convirtieron en propietarios absolutos de las tierras rurales y se abolieron la pargana dastur y la pargana nirikh. La administración británica se estructuró en distritos, que fueron divididos en tehsils o taluks. Las parganas siguieron siendo importantes como referencia de término geográfico, sobreviviendo en los estudios de la tierra, la identificación de las aldeas y los decretos judiciales.

## Post independencia
El sistema de parganas sobrevivió en varios estados principescos, incluyendo Tonk y Gwalior. La mayoría de las parganas desaparecieron por completo después de la independencia de India y Pakistán en 1947, aunque el término sobrevive en algunos topónimos, como en los distritos de 24 Parganas norte, 24 Parganas sur en el estado de Bengala Occidental.